# Alberto Franchetti
Alberto Franchetti (Torí, 18 de setembre de 1860 – Viareggio, 4 d'agost de 1942) fou un compositor italià.
Especialitzat en la composició d'òpera, d'origen noble i amb mitjans econòmics, estudià primer a Venècia; a continuació a Dresden amb el professor i compositor Felix Draeseke; i per acabar al Conservatori de Múnic sota el mestratge de Josef Rheinberger. El seu primer gran èxit es produí l'any 1888 amb l'òpera Asrael. El seu estil líric era una combinació entre el wagnerisme i Meyerbeer i el verisme italià. Durant la seva vida, els crítics a vegades es van referir a ell com el "Meyerbeer" de la Itàlia moderna.
El Grove considera que el seu millor treball fou Cristoforo Colombo (1892). No obstant això, la seva òpera més popular fou Germania (1902), obra que va romandre al repertori líric general fins a la Primera Guerra Mundial. Germania es cantà arreu del món i Enrico Caruso li tingué un gran respecte i n'enregistrà diverses àries. Malgrat l'èxit, seguidament va caure en l'oblit.
Les recents reposicions i enregistraments de Cristoforo Colombo i Germania (Òpera de Berlín, 2006/2007), mostren la vertadera qualitat del treball de Franchetti, amb molta capacitat en l'orquestració i l'ús del cor, en estil simfònic. Aquestes característiques, junt amb la tendència a la creació de personatges bidimensionals, aviat se li va reconèixer.

## Òperes escrites
- Asrael (1888)
- Cristoforo Colombo (1892); amb aquesta òpera debutà la mezzosoprano italiana Flora Perini (1887-1975).[1]
- Germania (inclou l'ària de tenor Studenti! Udite (1902)
- La figlia di Iorio (1906)
- La Notte di Legenda (1915)
- Giove a Pompei (1921), composta en col·laboració amb Umberto Giordano.